# ان‌جی‌سی ۱۳۱۶
ان‌جی‌سی ۱۳۱۶(به انگلیسی: NGC 1316) (یا ای کوره) یک کهکشان عدسی در صورت فلکی کوره است که در فاصله ۷۰ میلیون سال نوری از زمین قرار دارد. این کهکشان یک کهکشان رادیویی بوده و چهارمین منبع درخشان امواج رادیویی آسمان است (در بسامد ۱۴۰۰ مگاهرتز).